# دار نشر جامعية

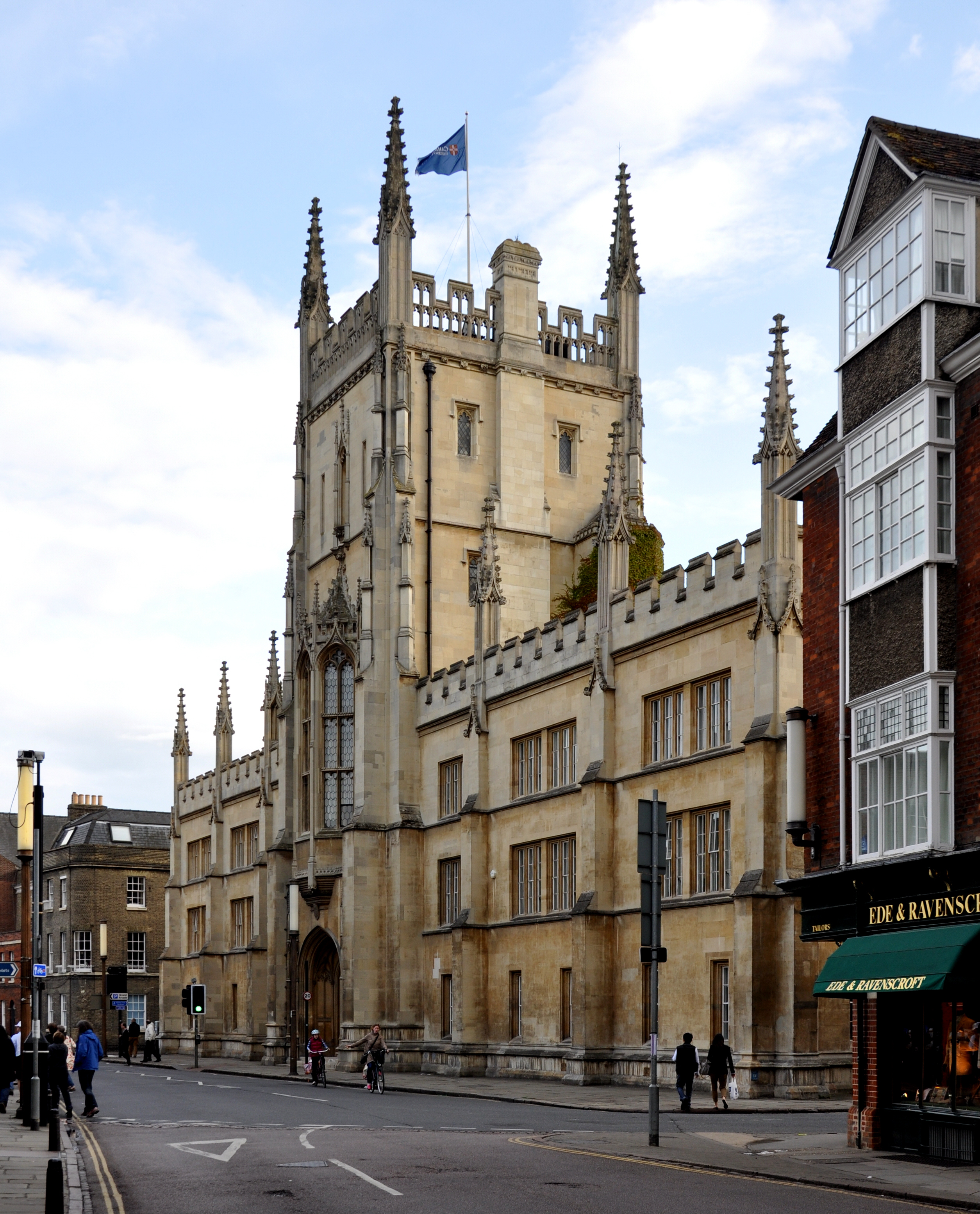
بُنيَ مبنى بيت في جامعة كامبريدج في كامبريدج بإنجلترا في عام 1833 وهو موطن مطبعة جامعة كامبريدج، أقدم دار نشر جامعية في العالم.

دار النشر الجامعية هي دار نشر أكاديمية متخصصة في الكتب والمجلات العلمية، تُشكّل في كثير من الأحيان جزءًا لا يتجزأ من جامعة بحثية كبيرة. تنشر دار النشر الجامعية أعمالاً راجعها علماء في مجالها. تُنتج دور النشر الجامعية في المقام الأول أعمالاً أكاديمية ولكن لديها في كثير من الأحيان أيضًا كتبًا تجارية لجمهور غير متخصص. تخضع هذه الكتب التجارية أيضًا لمراجعة الأقران. العديد من دور النشر الجامعية، ولكن ليس كلها، هي منظمات غير ربحية، بما في ذلك 160 عضوًا في جمعية دور النشر الجامعية.
بما أن الكتب العلمية غير مربحة في أغلب الأحيان، فقد تتولّى دور النشر الجامعية أيضًا نشر الكتب المدرسية والأعمال المرجعية، والتي يكون لها جمهور أكبر وتبيع نسخًا أكثر. تعمل معظم دور النشر الجامعية بخسارة وتحصل على الدعم المالي من أصحابها؛ ويُطلب من دور النشر الأخرى تحقيق التعادل. انخفض الطلب على الكتب بسبب خفض ميزانيات المكتبات وانخفاض مبيعات الكتب المستعملة عبر الإنترنت مقارنة بسوق الكتب الجديدة. وتجري العديد من دور النشر تجارب على النشر الإلكتروني.